# Ženska v črnem 2: Angel smrti
Ženska v črnem 2: Angel smrti (izviren angleški naslov: Woman in Black: Angel of Death) je ameriško-britanska nadnaravna grozljivka iz leta 2014, delo režiserja Toma Harperja. Scenarij je napisal Jon Crocker po zgodbi pisateljice Susan Hill. Je nadaljevanje Ženske v črnem (Woman in Black) iz leta 2012.

## Vsebina
Štirideset let po dogodkih v prvem filmu, med bombardiranjem Londona, Eve Parkins skupaj z ravnateljico šole Jean Hogg evakuira svoje učence v izolirano trgovsko mestece Crythin Gifford. Na potovanju tja, na vlaku, Eve spozna pilota Harrya Burnstowa, ki je nastanjen na letališču blizu Crythin Gifforda. Ko prispejo v navidez zapuščeno mestece, Eve sreča norca Jackoba in pobegne.
Eve in Jean se tako skupaj z otroki nastanita v hiši Eel Marsh, samotni hiši na barju. Tisto noč Eve muči nočna mora o tem, kako se je morala odpovedati otroku, ko je bila mlajša; ko se zbudi, zasliši zvok gugalnika iz kleti. Takrat tudi zagleda žensko, oblečeno v črno. Naslednje jutro Edward, eden izmed otrok, ki ne govori odkar so v bombardiranju umrli njegovi starši, postane tarča dveh otrok in opazi žensko v črnem. Eve začne slutiti, da je nekaj narobe, ko začne Edward okrog nositi lutko. Tisto noč enega izmed fantov, ki sta se norčevala iz Edwarda, iz hiše odvleče ženska v črnem. Eve zjutraj najde njegovo truplo na plaži.
Eve kasneje najde vidi žensko na pokopališču in odkrije grob Nathaniela Drablowa. Začne slediti duhu in doživi vizijo o Nathanielovi smrti. V hiši Eve in Harry izvesta zgodbo o duhu skozi posnetek Alice Drablow. Tam ugotovita, da je duh v bistvu Alicina sestra Jennet Humfrye, krušna mati otroka Nathainela. Jennet ljudi nadleguje zato, ker je Nathainel prezgodaj umrl, Eve pa še posebej zato, ker se je odpovedala svojemu otroku. Eve odpotuje v zapuščeno mesto, da bi srečala Jacoba, ki je oslepel in ga tako duh ne more ubiti, ker ga ne more videti. Zaradi smrti ostalih otrok se mu je zmešalo in nazadnje skuša ubiti tudi Eve, vendar mu ona pobegne.
V hiši Jean najde eno izmed deklet, kako se skuša obesiti, saj je pod urokom ženske v črnem. Med zračnim napadom se deklica zaduši s plinsko masko. Po tej smrti jih Harry odpelje na letališče, kjer je edini zaposlen, saj mu po nesreči niso več dovolili leteti. Eve ugotovi, da jim je ženska v črnem sledila in Edward skuša pobegniti, vendar umre. Eve ugotovi da je Edward še vedno živ in da se nahaja v hiši Eel Marsh. Ko prispe, opazi Edwarda, kako se odpravlja v močvirje, da bi umrl tako kot Nathainel. Odplava proti njemu, vendar ju duh potegne v blato. V zadnjem trenutku prispe Harry in ju reši, vendar sam umre.
Čez nekaj mesecev Eve posvoji Edwarda in skupaj živita v Londonu. Verjameta, da ju bo duh sedaj pustil pri miru, vendar ko zapustita njuno hišo, se ženska v črnem spet pojavi in razbije sliko Harrya z njegovo posadko.

## Igralci
- Phoebe Fox kot Eve Parkins
- Jeremy Irvine kot pilot Harry Burnstow
- Helen McCrory kot Jean Hogg
- Adrian Rawlins kot dr. Rhodes. Adrian Rawlins je v televizijski priredbi Ženske v črnem iz leta 1989 igral protagonista Arthurja Kidda.
- Leanne Best kot Jennet Humfrye, Ženska v črnem. Zamenjala je Liz White, ki je to vlogo igrala v prvem filmu.
- Ned Dennehy kot Jacob
- Oaklee Pendergast kot Edward
- Jude Wright kot Tom
- Amelia Pidgeon kot Joyce
- Casper Allpress kot Fraser
- Amelia Crouch kot Flora
- Leilah de Meza kot Ruby
- Pip Pearce kot James
- Alfie Simmons kot Alfie
- Eve Pearce kot glas Alice Drablow, Jennetine sestre